# Rosas e Vinho Tinto
Rosas e Vinho Tinto é o oitavo álbum de estúdio da banda de rock brasileira Capital Inicial. Lançado no ano de 2002, o álbum obteve grande sucesso comercial com o lançamento de cinco singles: "À Sua Maneira" (outra versão em português da canção "De Música Ligera", da banda argentina Soda Stereo), "Quatro Vezes Você" (ambas em 2002), "Mais", "Como Devia Estar" e "Olhos Vermelhos" (ambas em 2003), sendo que a última foi trilha sonora do filme Dom. Foi o primeiro álbum sem o guitarrista original Loro Jones, substituído por Yves Passarell da extinta banda Viper e irmão de Pit Passarell, autor de um sucesso do Capital, "O Mundo". Yves chegou a ir na praia com a banda para ajudar na composição das novas canções. Além de Alvin L, parceiros de composição incluem Pit, Kiko Zambianchi (que a banda conheceu durante o bem-sucedido Acústico MTV) e Mingau, do Ultraje a Rigor.

## Faixas
1. "220 Volts" (Alvin L., Dinho Ouro Preto) (2:42)
2. "À Sua Maneira (De Música Ligera)" (Gustavo Cerati, Zeta Bosio (Soda Stereo); Versão: Dinho Ouro Preto) (5:02)
3. "Como Devia Estar" (Kiko Zambianchi, Alvin L., Dinho Ouro Preto) (3:44)
4. "Inocente" (Alvin L., Dinho Ouro Preto, Yves Passarell) (4:06)
5. "Enquanto eu Falo" (Alvin L., Dinho Ouro Preto) (3:34)
6. "Algum Dia" (Pit Passarell) (3:20)
7. "Quatro Vezes Você" (Alvin L., Dinho Ouro Preto) (4:31)
8. "Pra Ninguém" (Alvin L.) (3:37)
9. "Olhos Vermelhos" (Alvin L., Dinho Ouro Preto) (3:35)
10. "Mais" (Kiko Zambianchi, Alvin L., Dinho Ouro Preto) (3:03)
11. "Incondicionalmente" (Mingau, Dinho Ouro Preto) (3:53)
12. "Falar de Amor não é Amar" (Alvin L., Dinho Ouro Preto) (2:57)
13. "Rosas e Vinho Tinto" (Alvin L., Victor Porto) (2:51)
14. "Isabel" (Dinho Ouro Preto) (3:05)
15. "De Música Ligera" (Cerati, Bosio) (Faixa bônus)
16. "Olhos Vermelhos (Acústica)" (Alvin L., Dinho Ouro Preto) (Faixa bônus)

## Créditos
Capital Inicial
- Dinho Ouro Preto - voz
- Fê Lemos - bateria
- Flávio Lemos - baixo
- Yves Passarell - guitarra

Músicos convidados
- Aislan Gomes - teclados, piano acústico, bandolim e vocal; violão (em "De Musica Ligera" e "Olhos Vermelhos (versão acústica)")
- Denny Conceição - percussão
- Fred Nascimento - guitarra, violão, gaita e vocal
- Marcelo Sussekind - violão, programações e guitarra
- Kiko Zambianchi - vocal
- Ricardo Amado (Spalla), Paschoal Perrotta (arregimentação), João Daltro, Michel Bessler, José Alves, Antonella Pareschi, Walter Hack e Rogério Rosa - violinos
- Jesuína Passaroto e Ricardo Taboada - violas
- Márcio Mallard e Yura Ranevsky - violoncelos
- Jorge Helder - contrabaixo

Produção
- Capital Inicial - arranjos
- Marcelo Sussekind - arranjos e produção
- Guto Campos - direção artística
- Carlos "Aru" Minami e André "Kbelo" Sangiacomo - gravação no Estúdio Anonimato
- Eduardo Costa e Marcelo Sussekind - mixagem no Estúdio AR
- Léo "Shogum" Moreira e Luizão Dantas - assistentes de mixagem
- Carlos Freitas - masterização no Classic Master
- Walter "Boréia" Oliveira Jr. - roadie
- Gilberto "Kuki" Stolarski - técnico de bateria

Capa
- Alexandre Ktenas - coordenação geral
- Marcia Martins - coordenação gráfica
- Maria Eugenia Ribeiro e João Ushizaki - design gráfico
- Hellen Ribeiro - revisão de texto
- Prisicla Prade - fotos